# 白洋湾街道
白洋湾街道是中华人民共和国江苏省苏州市姑苏区下辖的一个街道办事处。

## 行政区划
白洋湾街道下辖以下村级行政区划单位：
西站社区、长泾社区、路南社区、富强社区、藕巷社区、宝邻社区、南山社区、自由村、民主村、新城村、富强村、张网村、新渔村、申庄村和新益村。